# Bombai-tó
A Bombai-tó egy olaszországi mesterséges tó, mely a Sangro folyón megépített vízerőműnek köszönhetően jött létre. A vízerőmű, mely Róma elektromos energiaellátását biztosítja, 1956–1962 között épült fel. A tó gazdag és változatos halállományának köszönhetően rendkívül kedvelt az olaszországi halászok körében. Partján több turistakomplexum is található, közülük a legnagyobb az Isola Verde nevű turistafalu. A tavon gyakran rendeznek windsurf- és kenuversenyeket.